# Kirchgandern

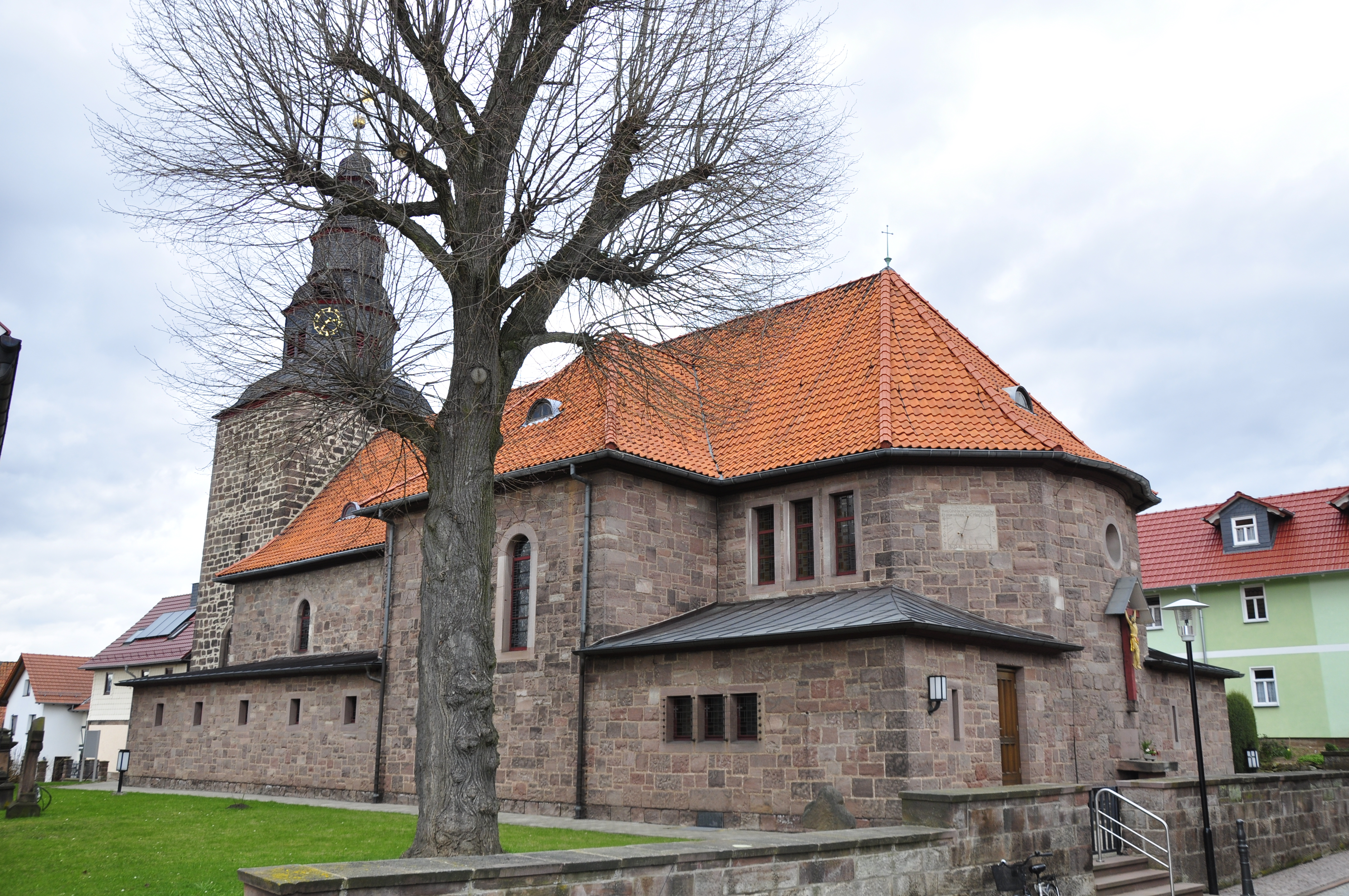
Dorfkirche

Kirchgandern ist eine Gemeinde im thüringischen Landkreis Eichsfeld. Sie gehört zur Verwaltungsgemeinschaft Hanstein-Rusteberg und liegt rund einen Kilometer südlich der Bundesautobahn 38.

## Geographie

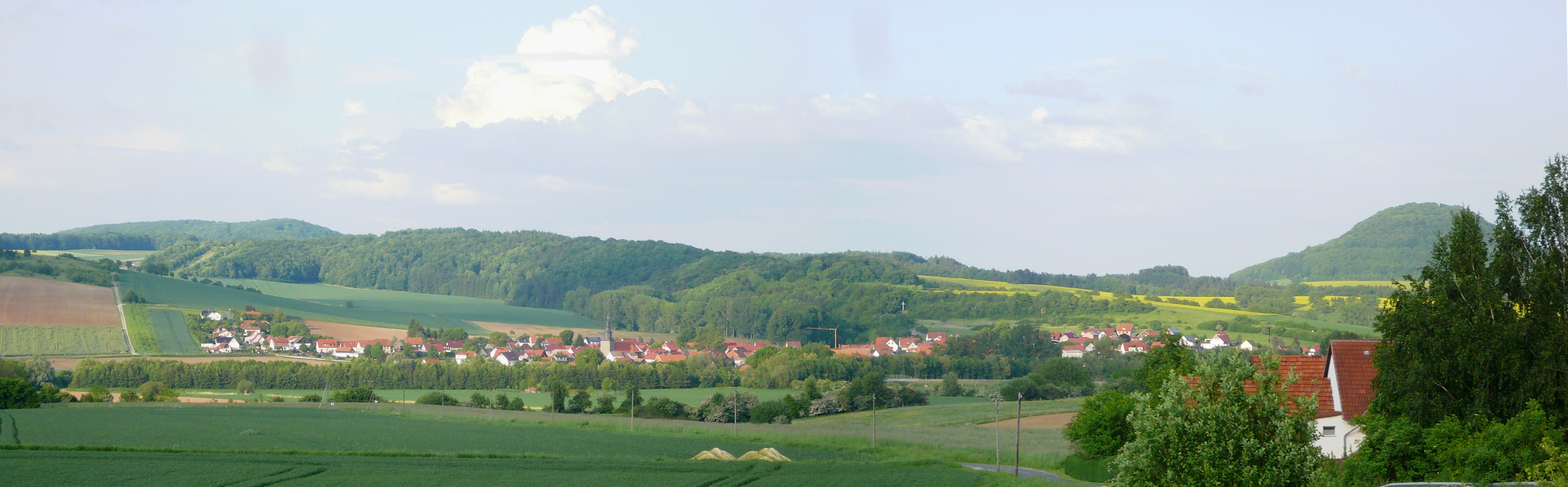
Ansicht von Kirchgandern aus westlicher Richtung (am rechten Bildrand ist der Rusteberg zu sehen)

Kirchgandern liegt im Oberen Leinegraben etwa 2,5 km nordöstlich des Dreiländerecks Hessen-Niedersachsen-Thüringen. Das 4,37 km² große Gemeindegebiet erstreckt sich in den Höhenlagen von 192 bis 329 m ü. NN. Nördlich erhebt sich der Pferdeberg (ca. 300 m ü. NN; einstige Opferstätte) und nordöstlich der Kahle Berg (ca. 325 m ü. NN; Standort einer Kapelle). Die Leine bildet die südwestliche Grenze der Gemeinde und die natürliche Grenze zu den thüringischen Nachbargemeinden Arenshausen im Südosten und Hohengandern im Südwesten. Nordwestlich befindet sich das niedersächsische Besenhausen. Im Wald Richtung Kahler Berg entspringt der Gänsebach, der das Dorf etwa in Ost-West-Richtung durchfließt und etwas westlich davon in die Leine mündet. Zudem teilt er die Ortschaft in zwei Hälften: die nördliche Dorfhälfte wird als Oberdorf bezeichnet, die südliche als Unterdorf.
Westlich am Dorf vorbei verläuft die Landesstraße 1001, die in Richtung Süden zur Bundesstraße 80 führt und die nach Nordwesten über an sie anschließende Straßen durch Niedersachsen zur in Hessen bei Marzhausen gelegenen Anschlussstelle Neu-Eichenberg–Friedland der Bundesautobahn 38 hat.
Zur Ortslage gehört noch die südöstlich Richtung Arenshausen gelegene Siedlung Neuwerth.

## Geschichte
Die erste urkundliche Erwähnung Kirchganderns fand im Jahr 1118 statt. Kirchgandern hat seinen Namen von der ursprünglichen Siedlung „Ganderaha“. „Gander“ bedeutet Gänserich und „Aha“ ist die Bezeichnung für Wasser, der Ortsname bedeutet also „am Gänsebach gelegen“. Den Beinamen „Kirch“ bekam das Dorf, da seine Kirche die Hauptkirche des geistigen Bannes war. Die Kirche ist eine der ältesten Kirchen im näheren Umkreis, laut Urkunde wurde sie im Jahre 1300 errichtet. So entwickelte sich im Laufe der Zeit aus der Ortsbezeichnung „Ganderaha“ der heutige Ortsname Kirchgandern. 1802 bis 1807 wurde der Ort preußisch und kam dann zum Königreich Westphalen. Ab 1815 war er Teil der preußischen Provinz Sachsen. 1945 bis 1949 gehörte der Ort zur sowjetischen Besatzungszone und wurde ab 1949 Teil der DDR. Von 1952 bis zur Wende und Wiedervereinigung 1989/1990 wurde Kirchgandern von der Sperrung der nahen innerdeutschen Grenze beeinträchtigt. Unter anderem war der unmittelbar an der Grenze liegende Kreuzweg und die aus dem Jahr 1852 stammende Magdalenen-Kapelle nicht mehr zugänglich und wurden durch Verfall und Zerstörung vernichtet. In den 90er Jahren wurden Kreuzweg und Kapelle wiedererrichtet. Seit 1990 gehört der Ort zum wieder gegründeten Bundesland Thüringen.
In Kirchgandern gab es früher viele Handwerksbetriebe wie Bäckereien, Fleischereien, eine Mühle, Lebensmittelläden, Gaststätten, eine Zigarrenfabrik, Ärzte, Frisöre, eine Mützenfabrik, Schneidereien, einen Schuster, einen Tellermacher, Tischlereien, eine Schmiede, Maler, Klempner, ein Fuhrunternehmen und vieles mehr. Auch im Bildungsbereich war Kirchgandern mit zwei Schulen vergleichsweise gut ausgestattet.
Im Laufe der Jahre entwickelte in Kirchgandern ein reges Vereinsleben. So entstanden z. B. der Kriegerverein, der Taubenverein, der Jungfrauenverein und der Radsportverein, welche heute nicht mehr existieren. Der Gesangsverein, der Hundesportverein, der VFR Sportverein, die Alten Herren Kirchgandern, die Waldgemeinschaft, die Kolpingsfamilie, der Förderverein Kirchgandern sowie die Freiwillige Feuerwehr Kirchgandern sind jedoch heute noch sehr aktiv.
Nach der Wende wurde Kirchgandern ins Dorferneuerungsprogramm aufgenommen; die Gemeinde erschloss ein Gewerbegebiet und baute ein Dorfgemeinschaftshaus, in welchem heute Versammlungen, Vereinstreffen und Feiern stattfinden.

### Einwohnerentwicklung
Entwicklung der Einwohnerzahl:
| - 1994: 614 - 1995: 615 - 1996: 602 - 1997: 597 - 1998: 611 - 1999: 596 | - 2000: 601 - 2001: 597 - 2002: 603 - 2003: 603 - 2004: 626 - 2005: 624 | - 2006: 623 - 2007: 635 - 2008: 633 - 2009: 625 - 2010: 602 - 2011: 588 | - 2012: 586 - 2013: 575 - 2014: 568 - 2015: 570 - 2016: 579 - 2017: 582 | - 2018: 587 - 2019: 580 - 2020: 582 - 2021: 613 - 2022: 608 |

Datenquelle: Thüringer Landesamt für Statistik
| Kirchgandern: Einwohnerzahlen von 1994 bis 2019 | Kirchgandern: Einwohnerzahlen von 1994 bis 2019 | Kirchgandern: Einwohnerzahlen von 1994 bis 2019 | Kirchgandern: Einwohnerzahlen von 1994 bis 2019 | Kirchgandern: Einwohnerzahlen von 1994 bis 2019 |
| ----------------------------------------------- | ----------------------------------------------- | ----------------------------------------------- | ----------------------------------------------- | ----------------------------------------------- |
| Jahr                                            |                                                 |                                                 |                                                 | Einwohner                                       |
| 1994                                            | 1994                                            |                                                 | 614                                             | 614                                             |
| 1995                                            | 1995                                            |                                                 | 615                                             | 615                                             |
| 1996                                            | 1996                                            |                                                 | 602                                             | 602                                             |
| 1997                                            | 1997                                            |                                                 | 597                                             | 597                                             |
| 1998                                            | 1998                                            |                                                 | 611                                             | 611                                             |
| 1999                                            | 1999                                            |                                                 | 596                                             | 596                                             |
| 2000                                            | 2000                                            |                                                 | 601                                             | 601                                             |
| 2001                                            | 2001                                            |                                                 | 597                                             | 597                                             |
| 2002                                            | 2002                                            |                                                 | 603                                             | 603                                             |
| 2003                                            | 2003                                            |                                                 | 603                                             | 603                                             |
| 2004                                            | 2004                                            |                                                 | 626                                             | 626                                             |
| 2005                                            | 2005                                            |                                                 | 624                                             | 624                                             |
| 2006                                            | 2006                                            |                                                 | 623                                             | 623                                             |
| 2007                                            | 2007                                            |                                                 | 635                                             | 635                                             |
| 2008                                            | 2008                                            |                                                 | 633                                             | 633                                             |
| 2009                                            | 2009                                            |                                                 | 625                                             | 625                                             |
| 2010                                            | 2010                                            |                                                 | 602                                             | 602                                             |
| 2011                                            | 2011                                            |                                                 | 588                                             | 588                                             |
| 2012                                            | 2012                                            |                                                 | 586                                             | 586                                             |
| 2013                                            | 2013                                            |                                                 | 575                                             | 575                                             |
| 2014                                            | 2014                                            |                                                 | 568                                             | 568                                             |
| 2015                                            | 2015                                            |                                                 | 570                                             | 570                                             |
| 2016                                            | 2016                                            |                                                 | 579                                             | 579                                             |
| 2017                                            | 2017                                            |                                                 | 582                                             | 582                                             |
| 2018                                            | 2018                                            |                                                 | 587                                             | 587                                             |
| 2019                                            | 2019                                            |                                                 | 580                                             | 580                                             |
| Quellen: Thüringer Landesamt für Statistik      |                                                 |                                                 |                                                 |                                                 |

## Politik

### Gemeinderat
Der Gemeinderat von Kirchgandern setzt sich aus acht Gemeinderatsmitgliedern zusammen.
- CDU: 5 Sitze
- FDP / Freie Wählergemeinschaft: 3 Sitze

Bei der Gemeinderatswahl am 26. Mai 2019 entfielen 612 Stimmen (61,6 %) auf die CDU, und 382 Stimmen (38,4 %) auf die FDP / Freie Wählergemeinschaft. Insgesamt gab es 994 gültige Stimmen. Es waren 479 Personen stimmberechtigt. Gewählt haben insgesamt 357 Wähler, wobei 334 gültige und 23 ungültige Stimmabgaben gezählt wurden. Die Wahlbeteiligung lag bei 74,5 %.
| Partei                         | %    | Stimmen | Sitze |
| CDU                            | 61,6 | 612     | 5     |
| FDP / Freie Wählergemeinschaft | 38,4 | 382     | 3     |

(Stand: Gemeinderatswahl am 26. Mai 2019 / Daten: Thüringer Landesamt für Statistik)

### Bürgermeister
Der Bürgermeister (ehrenamtlich) ist Frank Wandt (CDU). Er wurde bei der Bürgermeisterwahl am 25. November 2018 mit 281 Stimmen (95,3 %) gewählt. 14 Stimmen (4,7 %) entfielen auf andere Bewerber. Es waren 491 Personen stimmberechtigt. Gewählt haben insgesamt 300 Wähler, wobei 295 gültige und 5 ungültige Stimmen gezählt wurden. Die Wahlbeteiligung lag bei 61,1 %.
| Wahlvorschlag      | %    | Stimmen |
| Wandt, Frank (CDU) | 95,3 | 281     |
| Andere Bewerber    | 4,7  | 14      |

(Stand: Bürgermeisterwahl am 25. November 2018 / Daten: Thüringer Landesamt für Statistik)

#### Ehemalige Bürgermeister (seit 1994)
- Nolte, Werner (CDU) – (12. Juni 1994 – 22. Januar 1995)[5]
- Herwig, August (FDP) – (22. Januar 1995 – 6. Juni 2010)[6][7][8]
- Sieling, Wolfgang (CDU) – (6. Juni 2010 – 25. November 2018)[9][10]

### Verwaltung
Kirchgandern ist Mitglied in der Verwaltungsgemeinschaft Hanstein-Rusteberg mit Sitz in der Nachbargemeinde Hohengandern. Die Verwaltungsgemeinschaft wurde am 4. Mai 1993 gegründet und dient der Erledigung der Verwaltungsangelegenheiten der insgesamt 14 Mitgliedsgemeinden.

Wappen der Gemeinde Kirchgandern

### Wappen
Die Gemeinde Kirchgandern führt  ein amtliches Wappen und eine Flagge.
Blasonierung:  „In Blau ein silberner flugbereiter Ganter mit einer rechts und links  aus dem Hals wachsenden schwebenden verkürzten silbernen Leiste, belegt  mit einem roten Herzschild mit einem silbernen sechsspeichigen Rad.“
Auf  dem Redenden Wappen erkennt man eine Gans mit  ausgebreiteten Flügeln (Flügel sind in Unteransicht dargestellt), wobei  Hals und Kopf der Gans kombiniert mit einem Querbalken ein Kreuz, als  Zeichen für Glaube und Kirche bilden. Das Herzschild mit dem silbernen  Rad symbolisiert die jahrhundertealte Zugehörigkeit zum Kurfürsten- und  Erzbistum Mainz, somit  zum Eichsfeld.

## Wirtschaft und Infrastruktur

### Bildungs- und Erziehungseinrichtungen
Kirchgandern ist im Bildungssektor mit einer Schule, und im Erziehungsbereich mit einer Kindertagesstätte relativ gut aufgestellt. Die Kindertagesstätte "Pfiffikus" Kirchgandern ist eine öffentliche Kindertagesstätte, deren Träger die Gemeinde Kirchgandern ist. Sie wurde 1953 eröffnet und in den vergangenen Jahren ausgebaut. Die Einrichtung liegt südlich des Dorfkerns an der Heiligenstädter Straße und verfügt über einen langgestreckten Außenbereich (Umbau im Sommer 2018) mit Spielmöglichkeiten, zwei Speiseräume, einen Turnraum und diverse Gruppenräume. Die Regelschule Arenshausen ist eine staatliche Schule, deren Träger der Landkreis Eichsfeld ist. Die Schule liegt etwa 1 Kilometer südöstlich des Dorfkerns an der Bundesstraße 80 innerhalb der Gemarkung Kirchgandern. An das Schulgebäude grenzen der Schulhof und die Sporthalle sowie die Sportanlage Kirchgandern-Arenshausen.

### Wasser und Abwasser
Die Trinkwasserver- und Abwasserentsorgung wurde auf den Zweckverband Wasserversorgung und Abwasserentsorgung Obereichsfeld übertragen.

### Flächenaufteilung
Kirchgandern weist eine Bodenfläche von insgesamt 439 ha auf. Davon entfallen lediglich 44 ha (10 %) auf die Siedlungsfläche und 21 ha (4,8 %) auf die Verkehrsfläche. Siedlungs- und Verkehrsfläche haben zusammen eine Größe von 65 ha (14,8 %). Den größten Anteil an der Fläche macht die Vegetation mit 368 ha (83,8 %) aus. Die Gewässer machen den kleinsten Anteil an der Fläche mit 6 ha (1,4 %) aus.

#### Vegetation
Die Fläche der Vegetation hat sich von 2015 bis 2018 von 381 auf 368 ha verkleinert. Sie hat einen Anteil von 83,8 % (368 ha) an der Gesamtfläche. 76,4 % der Vegetationsfläche entfallen auf die Landwirtschaft. Der Wald macht 19 % und das restliche Gehölz rund 3 % aus. Unland beziehungsweise vegetationslose Fläche haben einen Anteil von 1,6 % an der Vegetationsfläche.

#### Siedlung
Die Siedlungsfläche hat sich von 2015 bis 2018 um 14 ha erhöht, von 30 auf 44 ha. Sie hat einen Anteil von 10 % (44 ha) an der Gesamtfläche. Den größten Anteil an der Siedlungsfläche hat die Sport-, Freizeit- und Erholungsfläche mit 29,5 %, die sich in den letzten Jahren stark erhöht hat. Danach folgt die Wohnbaufläche mit 38,6 % und die Industrie- und Gewerbefläche mit insgesamt 25 %. Flächen mit besonders funktionaler Nutzung machen mit 1 ha eher einen kleinen Prozentsatz aus. Auch der Friedhof hat an Gesamtfläche verloren. Der Rest entfällt auf kleinere Flächen mit anderer Nutzung.

#### Verkehr
Die Verkehrsfläche hat von 2015 bis 2018 leicht abgenommen. Sie hat einen Anteil von 4,8 % (21 ha) an der Gesamtfläche von 439 ha. Den kleineren Anteil an der Verkehrsfläche macht die Fläche der Straßen, mit 47,6 % aus. Der Rest sind Wege und andere vom Verkehr genutzte Flächen, die sich auf 57,1 % an der Verkehrsfläche belaufen.

#### Gewässer
Die Gewässerfläche in Kirchgandern ist im Laufe der Jahre konstant geblieben. Sie hat einen Anteil von 1,4 % (6 ha) an der Gesamtfläche. Fließgewässer (Leine, Gänsebach) haben einen Anteil von nahezu 100 % an der Gewässerfläche. Der Rest sind stehende Gewässer mit unter 1 % an der Gewässerfläche.

## Sehenswertes

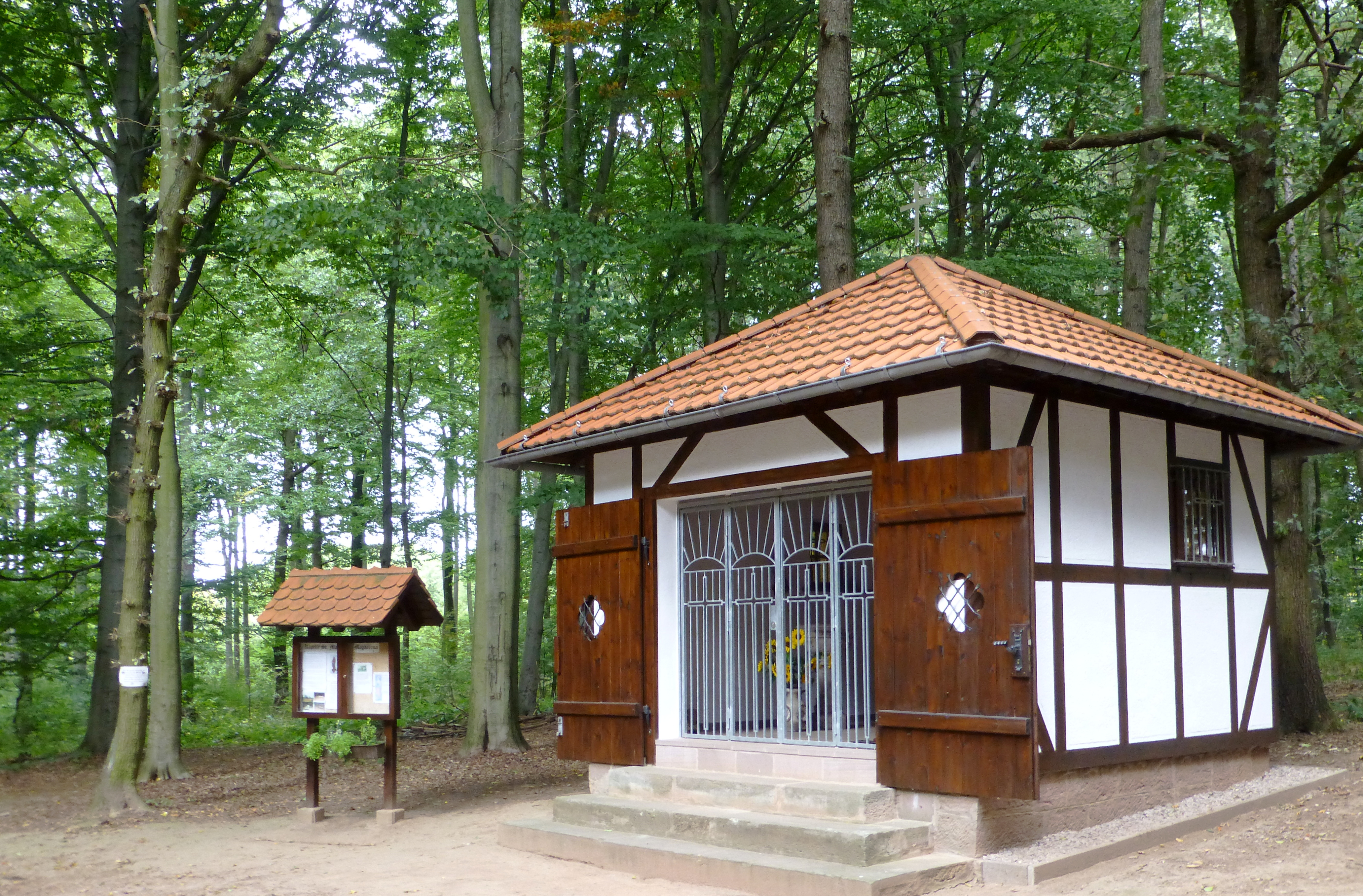
Magdalenenkapelle

Zu den Sehenswürdigkeiten des Ortes gehören:
- Dorfkern mit Fachwerkhäusern
- Kirche St. Martin
- Kreuzweg und Magdalenen-Kapelle am Pilgerweg Loccum–Volkenroda
- Rundwanderweg „Weg der Geschichte“ entlang der ehemaligen innerdeutschen Grenze und im ehemaligen Sperrgebiet der DDR

## Persönlichkeiten
- Georg Riehm (1888–1946), Politiker (SPD), Abgeordneter des Provinziallandtages der Provinz Hessen-Nassau
- Ernst Bachmann (1901–1978), Politiker, Mitglied des Niedersächsischen Landtages
- Albert Krebs (* 1951), Fußballspieler und -trainer